# الرياض (المحفد)

تعديل مصدري - تعديل

الرياض هي إحدى قرى عزلة المحفد بمديرية المحفد التابعة لمحافظة أبين، بلغ تعداد سكانها 375 نسمة حسب تعداد اليمن لعام 2004.